# Edwin Benbow
Edwin Louis Benbow (ur. 10 grudnia 1895, zm. 20 maja 1918) – brytyjski as myśliwski okresu I wojny światowej. Odniósł osiem zwycięstw powietrznych. 

## Życiorys
Urodzony w Abbotsbury w Dorset. Był synem Anglika i Włoszki. Służbę rozpoczął w 1915 roku w artylerii. Przez 12 miesięcy z jednostką walczył we Francji. W lutym 1916 roku został przeniesiony do lotnictwa jako obserwator. W czasie służby odbywał szkolenie z pilotażu i po uzyskaniu licencji pilota od jesieni 1916 został przydzielony do No. 40 Squadron RAF. Służąc w jednostce latał na samolocie Royal Aircraft Factory F.E.8. Benbow był jedynym pilotem, który osiągnął tytuł asa pilotując ten typ samolotu. Pierwsze zwycięstwo powietrzne odniósł 20 października 1916 roku nad samolotem Albatros D.I. W marcu 1917 roku miał już na swym koncie 8 potwierdzonych zwycięstw. 179 marca 1917 roku został ranny w wyniku ostrzału baterii przeciwlotniczej.
Po wyjściu ze szpitala służył jako instruktor lotniczy, a następnie został przydzielony do jednostki bojowej No. 85 Squadron RAF, z którą powrócił do Francji w maju 1918 roku. 30 maja 1918 roku w czasie wykonywania zadania bojowego Edwin Louis Benbow zginął zestrzelony przez późniejszego asa niemieckiego z Jasta 51 Hans-Eberhardta Ganderta